# Chrysopa leptana
Chrysopa leptana är en insektsart som beskrevs av Banks 1914. Chrysopa leptana ingår i släktet Chrysopa och familjen guldögonsländor. Inga underarter finns listade i Catalogue of Life.